# Nymphenbrunnen „Die Badende“

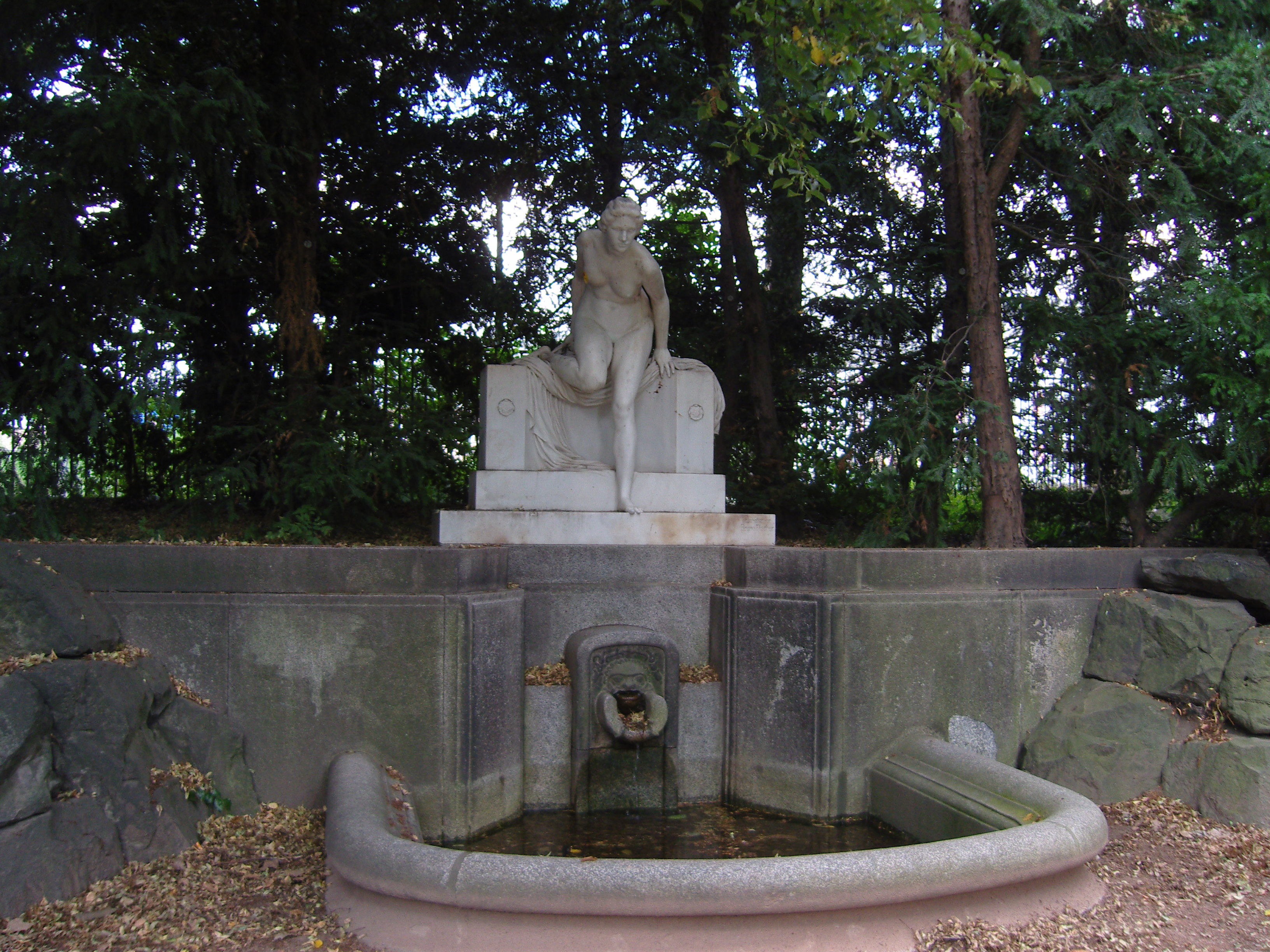
Nymphenbrunnen „Die Badende“ in der Dresdner Bürgerwiese

Ansicht um 1910

Der Nymphenbrunnen „Die Badende“ (auch Die badende Nymphe) ist ein Brunnen in der Bürgerwiese in Dresden.
Der Brunnen besteht aus einer Brunnenplastik „Die Badende“ aus weißem Tiroler Marmor, die von Bruno Fischer geschaffen wurde. Die Badende schreitet dabei in ein vor ihr befindliches acht Meter breites Becken aus Granit, das der Architekt Wilhelm Kreis geschaffen hat. Er zeichnet auch für die wasserspeiende Maske aus Granit verantwortlich.
Kreis bestimmte auch den Standort des Brunnens, der 1908 dort errichtet und anschließend an die Stadt Dresden übergeben wurde. Seit seiner Errichtung wird er mit Trinkwasser betrieben.